# Rhinoglena kutikovae
Espèce
Rhinoglena kutikovae est une espèce de rotifère d'eau douce découverte dans un lac des Bunger Hills, une région rocheuse de l'Antarctique.

## Description
Bien que microscopique (quelques centaines de micromètres), elle possède tous les organes d'un animal complexe : une bouche, un tronc, une queue, un pied, un cerveau, des récepteurs visuels, le tout assorti d'un système digestif complet et d'un mastax, organe broyeur entouré de huit dents. Si certains rotifères sont des prédateurs, Rhinoglera kutikovae est un herbivore qui se nourrit d'algues planctoniques. Les mâles ont une durée de vie très brève et les femelles se reproduisent surtout par parthénogenèse. D'autres espèces de rotifères sont connues en Antarctique. Mais si celle-ci fascine les chercheurs, c'est qu'elle semble y être endémique tandis que les autres rotifères sont présents dans l'eau partout dans le monde. C'est une espèce relique qui a évolué pendant des millions d'années. Sa survie sur le continent glacé implique la présence continue d'eau douce liquide, même durant les glaciations les plus importantes du quaternaire.

## Référence
- de Smet & Gibson :  Rhinoglena kutikovae n.sp. (Rotifera: Monogononta: Epiphanidae) from the Bunger Hills, East Antarctica : a probable relict species that survived Quaternary glaciations on the continent. Polar biology 31-5 pp 595-603.